# Дворец в Ореанде
Дворец в Ореанде (также Дача государыни императрицы, Дворец великого князя Константина Николаевича) — не сохранившееся здание на южном берегу Крыма в Ореанде, построенное в императорском имении, ныне территория современного санатория «Нижняя Ореанда», по указанию Николая I для его супруги Александры Федоровны по проекту архитектора А. Н. Штакеншнейдера. Работами последовательно руководили архитекторы Вильям Гунт, Камбиоджио, К. И. Эшлиман. Строительство дворца началось весной 1843 года и было закончено осенью 1852 года. После смерти императрицы имение унаследовал великий князь Константин Николаевич. 7 августа 1881 года во дворце произошёл пожар, уничтоживший крышу и убранство. Здание более не восстанавливалось, развалины были снесены в 1948 году.

## Предыстория
Древнее христианское селение Ореанда (лат. casalle Oriande), или, в турецком произношении, Урьянда, и ранее немноголюдное (по османской переписи 1520 года в Мисхоре и Урьянде вместе числились 68 семей), ко времени присоединения Крыма к России опустело и малодоступная местность была приобретена командиром греческого Балаклавского батальона Феодосием Ревелиоти, который вскоре продал её графу Кушелеву-Безбородко.

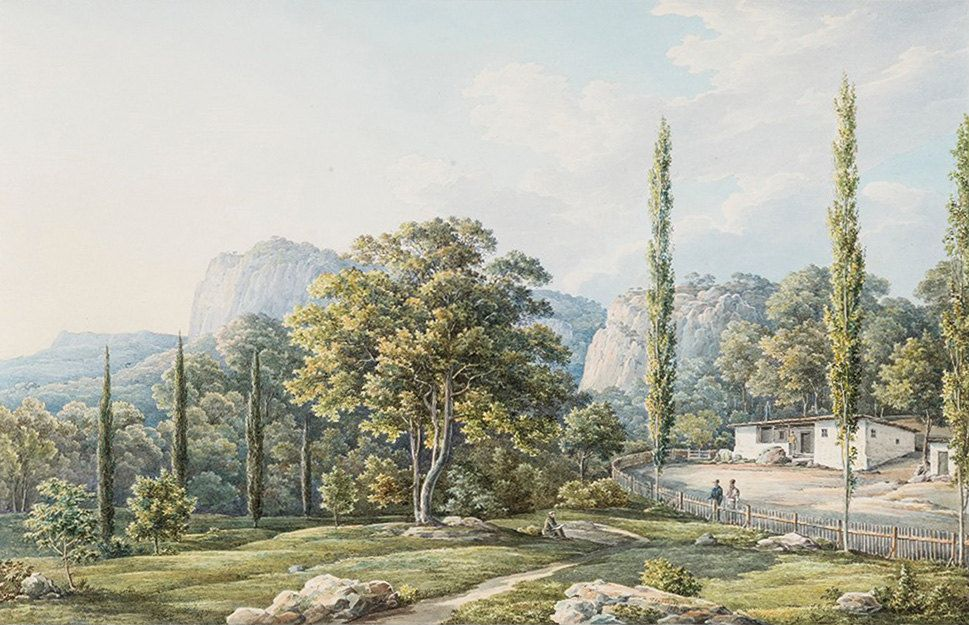
Н. Чернецов. Дом, где останавливался Александр I в 1825 году

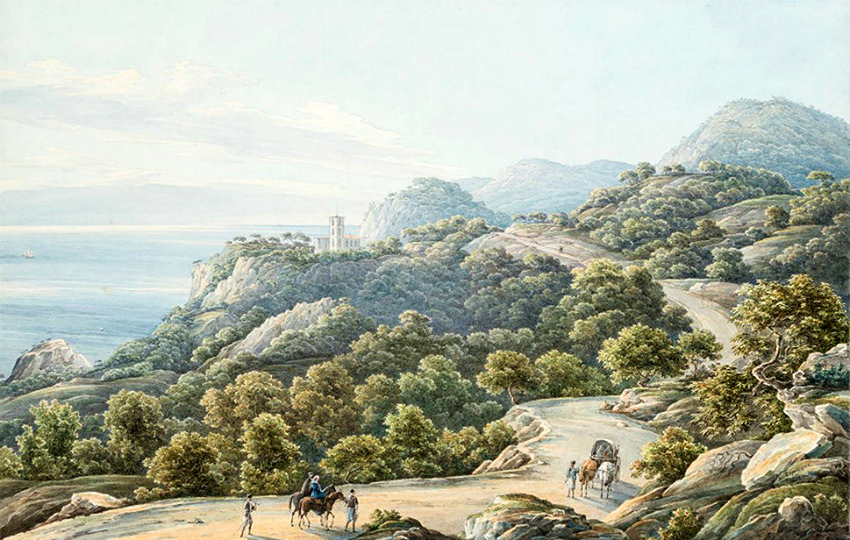
Н. Чернецов. Домик с башней для гостей

Александр I впервые побывал в Ореанде в сентябре 1825 года, в сопровождении новороссийского и бессарабского генерал-губернатора М.С. Воронцова, во время своего второго приезда в Крым. Под впечатлением от красоты и безлюдности места, император решает построить здесь дворец для отдыха своей супруги Елизаветы Алексеевны, и приобретает имение у Кушелев-Безбородко. Осуществлению этих планов помешала смерть Александра I в декабре 1825 года, после чего имение переходит по наследству Николаю I. Шарль Монтандон так описывал Ореанду в 1834 году:
Около дороги двухэтажный дом с возвышающейся над ним башней в первую очередь привлекает внимание путешественников, которые смогут насладиться видом абсолютной красоты. На востоке вдали взгляд охватывает большую верхнюю цепь гор; горы, окаймляющие море, среди прочих — Аюдаг, Ялту, её порт, часть её долины, прекрасные массивы зелени и скал, окружающих это место. В нижнюю часть имения спускаются, пересекая виноградник. Сады с дорожками, проложенными на английский манер, предлагают среди внушительных скал места самые дикие и всегда самые прекрасные.

Николай I с супругой Александрой Федоровной впервые побывали на южном берегу Крыма, по приглашению князя М. С. Воронцова на открытие Алупкинского дворца осенью 1837 года. В тот приезд чета посетила и Ореанду, к этому времени представлявшую собой великолепный пейзажный парк, который именовался «Ореандским Собственно Его Императорского Величества садом». Надзирал за имением М. С. Воронцов, непосредственно состоянием и работами руководили управляющий Александр Васильевич Ашер и английский садовник В. Росс. Из строений известны дом, где останавливался Александр I, домик садовника и «домик с башней для гостей», в котором и остановилась императорская чета, построенные по проекту архитектора Ф. Эльсона. Там же Николай I объявил, что дарит супруге имение к двадцатой годовщине бракосочетания, 17 сентября 1837 года в Ореанде же он подписал особый указ:
Принадлежащие мне на Южном береге Крымского полуострова имение Ореанду, со всеми строениями и угодьями даруя любезнейшей супруге нашей Императрице Александре Федоровне, повелеваю считать собственностью Ея Императорского Величества
С тех пор Ореанда стала именоваться «имением Её Императорского Величества», либо «Дачей Государыни Императрицы». Также результатом событий стало увеличение финансирования имения: до 1837 года на содержание Ореанды в год отпускалось 10000 рублей, то после визита сумма была увеличена до 40000 рублей.

## Строительство дворца
Вскоре после получения подарка, императрица заказывает известному берлинскому архитектору К. Ф. Шинкелю проект дворца в стиле римских вилл. Предложенное Шинкелем в 1839 году архитектурное решение восхитило царскую семью, но от проекта решено было отказаться ввиду огромной цены: постройка должна была обойтись в миллион рублей

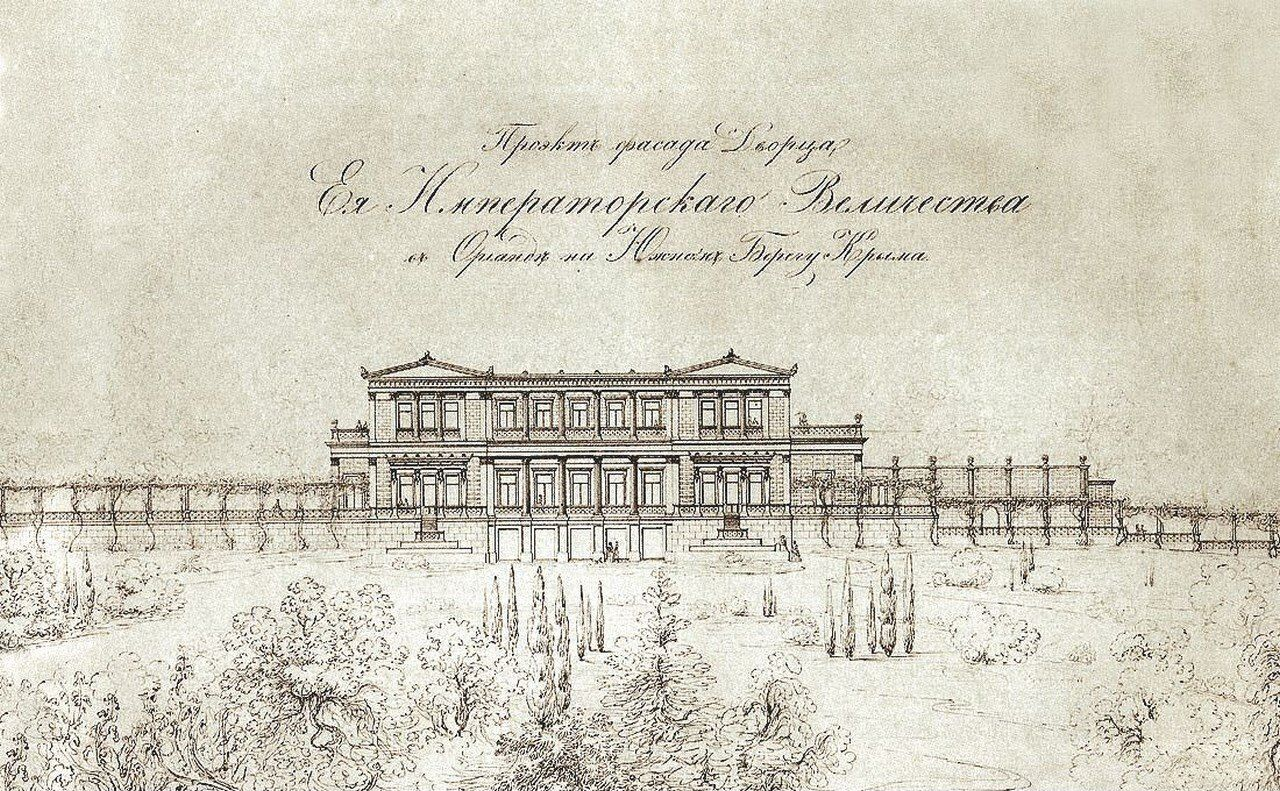
Проект фасада дворца архитектора Шинкеля

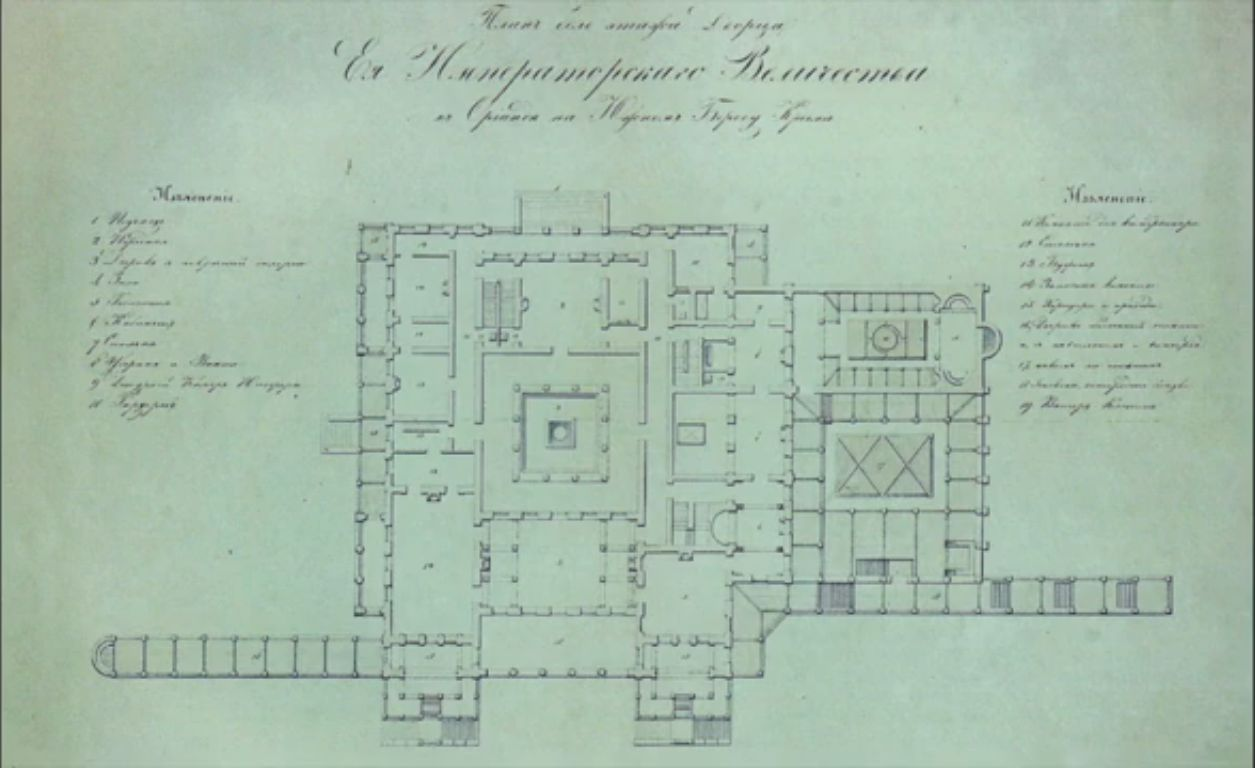
План дворца, предложенный Шинкелем

В 1840 году создание нового проекта поручили профессору А. Н. Штакеншнейдеру с условием, что постройка дворца должна обойтись не более 400 000 рублей серебром. Сохранив общую идею, стиль и планировку строения, архитектор полностью изменил его масштаб, значительно уменьшив размеры и переместив его с вершины горы на одну из горных террас, спускающихся к морю. Основой ансамбля Штакеншнейдера послужил план римского дома с атриумом, окруженным дорическими портиками в ярко выраженном ренессансном духе. В сентябре 1842 года «высочайшим соизволением» на М. С. Воронцова, была возложена обязанность взять под свой строгий контроль строительство дворца и в том же месяце Воронцов создал комиссию для руководства строительством дворца. Председателем был назначен чиновник для особых поручений при генерал-губернаторе С. Т. Ягницкий, собственно работы возглавлял английский архитектор Вильям Гунт (Вильям Гунт, (англ. William John Hunt)), ранее руководивший строительством Воронцовского дворца в Алупке. Штакеншнейдер, занятый в Петербурге, не мог взять на себя производство работ, оставив за собой лишь общее руководство, для чего несколько раз приезжал в Крым. Договор на руководство строительством с Гунтом был заключён на 4 года. Вначале для архитектора в Ливадийском имении Потоцкого снимали дом. К 1846 году некоторые помещения нижнего этажа дворца были уже готовы и для соблюдения некоторой экономии Гунта переселили в них. В декабре 1843 года, с предписанием из Петербурга «при производстве всех архитектурных работ комитет должен обращать особенное внимание на мнение и указания Камбиоджио в том уважении, что подробно узнал желание её величества и получил от главного архитектора наставления» строительство возглавил одесский архитектор Камбиоджио. В процессе стройки Камбиоджио допускал многочисленные отступления от проекта Штакеншнейдера, о чём неоднократно в рапортах строительному комитету сообщал Гунт. В результате Камбиоджио пришлось подать рапорт об отставке по болезни. Архитектору-строителю Гунту было назначено жалование в 2 357 рублей 15 копеек в год серебром (позднее увеличенное до 2 571 рублей 43 копеек серебром (или 9000 рублей ассигнациями).

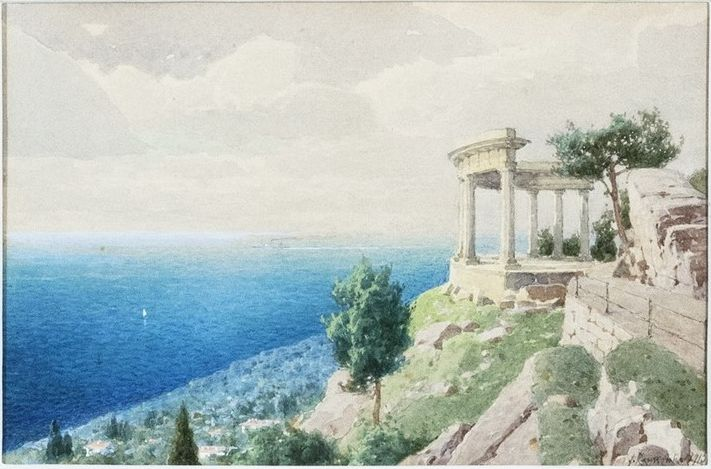
Ротонда

Строительство дворца началось весной 1843 года. Согласно распоряжению Воронцова первой построили полуротонду на одной из скал Ореанды, законченную в том же 1843 году. Со временем она стала одним из символов Ореанды, она обошлась в 1130 рублей серебром. 
Ныне это  Объект культурного наследия народов РФ федерального значения. Рег. № 911510368720006 (ЕГРОКН).

Для строительства основного здания использовались, в основном, местные материалы — инкерманский и керченский известняк, мисхорский и ореандский мраморовидный известняк. Камины для отопления помещений, а их было во дворце около 20, вырубили из красного балаклавского «мрамора» (в XIX — начале XX века мраморовидные, или мраморизованные, известняки Крыма называли мрамором, что впоследствии признано неверным). Только главные парадные лестницы и камины в помещениях для императрицы изготавливались из белого каррарского мрамора. Со второй половины 1840-х годов управление имением переходит к собственной её величества канцелярии. 29 сентября 1849 года членом комиссии по сооружений дворцовых построек был назначен Карл Иванович Эшлиман. К этому времени Гунт, трениями со Штакеншнейдером, высокими расходами на содержание и требованиями о выплате процентов за задержанную зарплату, уже вызывал недовольство в Петербурге. Поскольку основные работы на стройке уже заканчивались, было решено сэкономить, заменив Гунта более дешёвым работником с примечательной формулировкой:
…назначенный строителем архитектор Гунт, желая производить работы произвольно, оспаривает распоряжения строительной комиссии и не обращает на них ни малейшего внимания. А как Гунт, действуя подобным образом, весьма легко может изменить высочайше утвержденные планы и кроме того замедлить окончание зданий к сроку, то по докладу её величество изволила 19-го августа освободить Гунта… и назначить Эшлимана с жалованьем в 800 рублей в год, плюс 200 руб. его помощнику
Таким образом Эшлиман с августа 1850 года стал архитектором-строителем дворца, а, впоследствии, управляющим имения. Вскоре выяснилось, что Эшлиман оказался, по сравнению с Гунтом, малоквалифицированным строителем, и Штакеншнейдер уже жалел о замене. Как бы то ни было, осенью 1852 года, к приезду в Крым императорской четы, строительство было завершено.

## Архитектура и декор дворца
Въезд в имение с дороги Ялта — Симеиз украшал белый фонтан. Само здание дворца, построенное в итальянском стиле, имело размеры 15 на 19 саженей (32 на 40,5 м). В 2-х этажах, не считая подвального, имелось 37 жилых помещений, было много балконов и галерей, несколько портиков, пергол с колоннами и пилястрами. Центром всей композиции был внутренний дворик. Судя по сохранившимся в архивных документах описаниям, он был великолепно решен в цвете: стены и потолок «„были расписаны во вкусе помпеевском“», которые гармонировали с 12 колоннами из красноватого «крымского мрамора». В центре дворика был расположен фонтан с бассейном и вазой темно-серого «ореандского мрамора» на пьедестале такого же, но жёлтого «мрамора». Пол был выложен белыми и серыми плитами итальянского мрамора, 4 мраморные дорожки тёмных оттенков вели к фонтану.

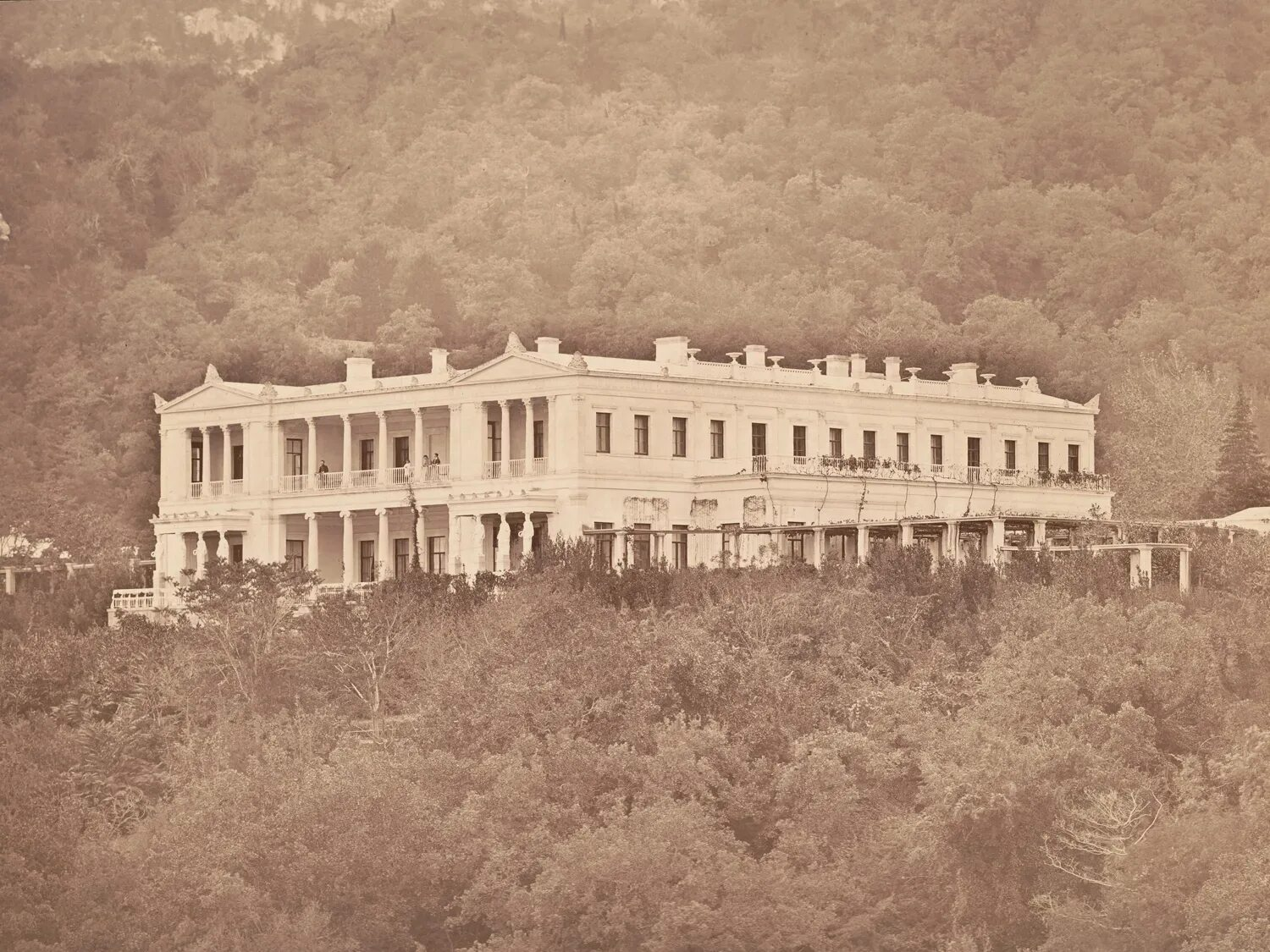
Дворец в 1880 году
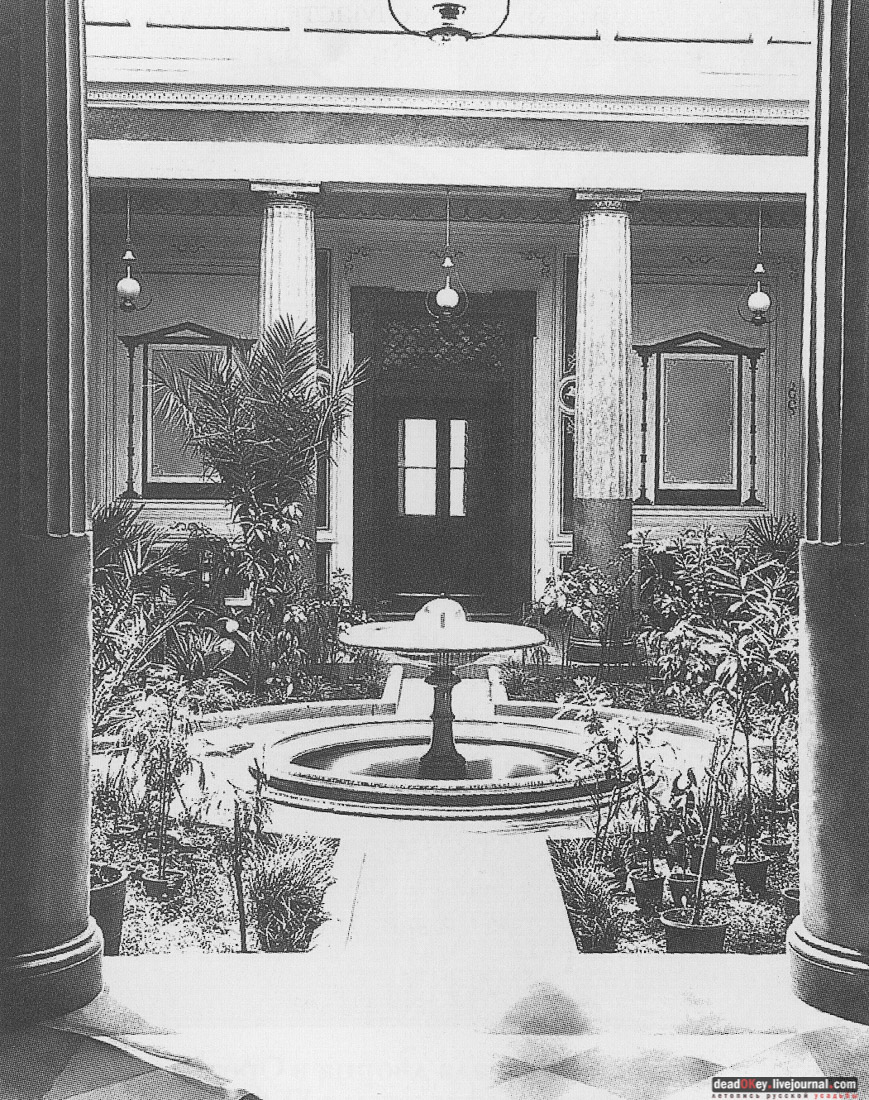
Комната в «Помпейском вкусе»
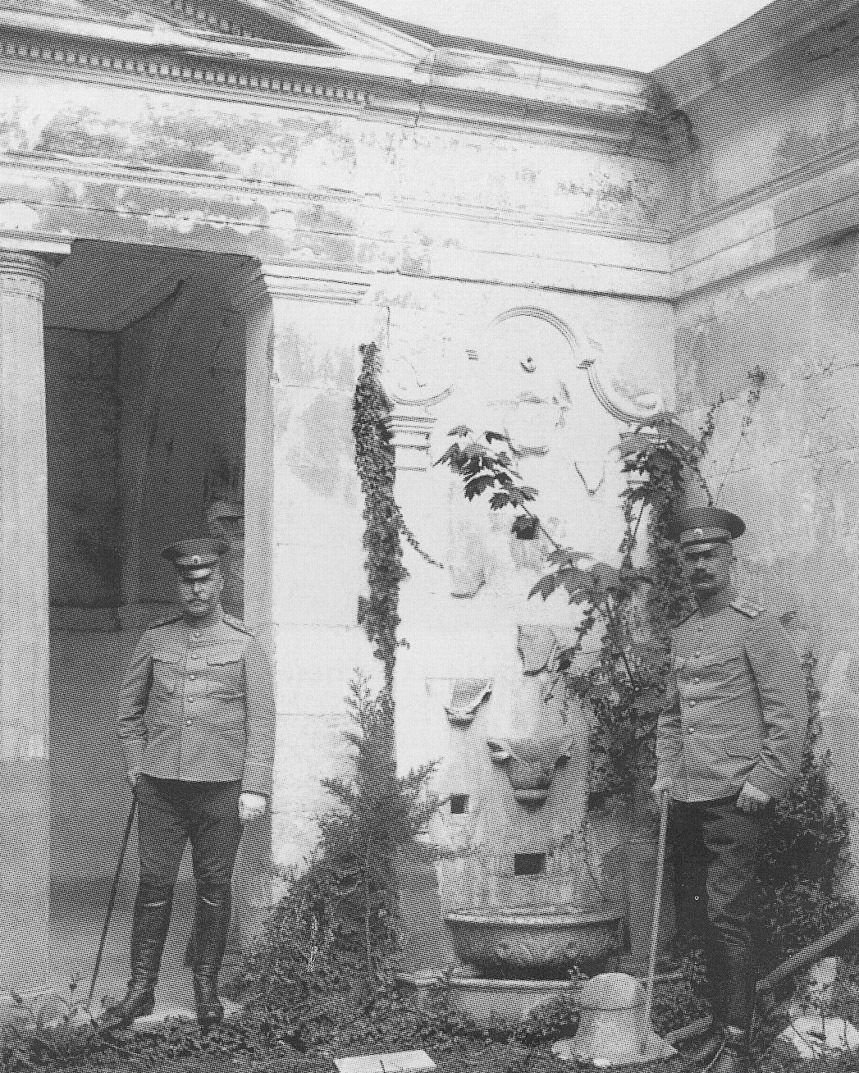
Фонтан
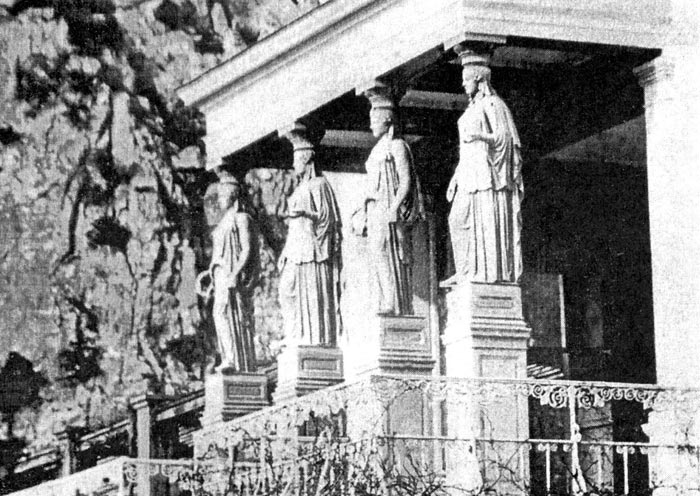
Кариатиды террасы

У южного фасада была устроена терраса с лестницей; с восточной стороны к дворцу примыкал виноградный садик с павильоном и фонтаном, весь оформленный мрамором: фонтан с бассейном и чашами из белого каррарского мрамора в стиле Бахчисарайского (одна из самых ранних реплик этого фонтана на Южном берегу). Колонны, вокруг сада были сделаны из ореандского светлого «мрамора», пять полированных ваз, два круглых столика и двойная скамейка изготовлены из очень белого камня. Парадные помещения первого этажа включали: большой зал (в старых документах называемый Зало) был оформлен в стиле классицизма Людовика XVI. Описывается строгое решение стен, кессонированный потолок с позолотой, два камина из красного «крымского мрамора». Позже для зала было заказано 50 предметов мебели в стиле Людовика XVI петербургского фабриканта мебели А. Васмута, изготавливавшего мебель для всего дворца. Будуар, по контрасту со строгим залом, отделали в лёгком стиле Помпадур (рококо). Резной камин был из белого каррарского мрамора, стены, затянуты белой шёлковой штофной тканью, обрамлённой позолоченным багетом. Ещё из больших комнат на первом этаже размещались передняя, кабинет, гостиная, столовая, спальня, которые также отличались изысканным оформлением: камины белого итальянского и красного крымского «мрамора», панели из орехового дерева, шведские печи из мрамора, позолота в отделке, полы наборного дерева из дуба, ореха, клёна, дверные ручки — «бронзовые золочёные с хрустальными цветными шарами» и другие элементы декора. Кроме парадных помещений, на первом этаже ещё находились две камерюнгферские, 3 комнаты для свиты, дежурная, лакейская, комната для прислуги. На втором этаже находились два кабинета, гостиная, 15 небольших комнат, две камердинерские, ванные; на антресоли располагался гардероб императрицы и место жительства комнатных девушек. В подвальном этаже кроме комнат и кладовых был устроен грот с фонтаном; из подвала на кухню вёл подземный коридор длиной 30 саженей (около 64 м).

Журнал «Архитектурный вестник» описывал царскую резиденцию:
Дворец на Южном берегу Крымского полуострова известен всем по великолепию, описанному многими в разных газетах и изданиях. Он построен в греческом, шинкелевском стиле. Постройка в натуре представляет величественный вид, напоминающий древнюю Тавриду с её богатыми сооружениями греческих колоний
Подробно, в восторженных выражениях, описывалась усадьба в «Путеводителе по Крыму для путешественников» Марии Сосногоровой, особо отмечая свободный вход на территорию и, при удаче, услуги управляющего Эшлимана, как гида.
Для часто и подолгу болеющей императрицы, ранее ездившей для поправки здоровья за границу, в основном в Палермо, климат и природа Южнобережья оказались не уступающим прославленным европейским курортам и царская чета предпочла отдыхать в новом дворце.
18 февраля 1855 года скончался Николай I, здоровье Александры Федоровны после смерти мужа резко ухудшилось и в Ореанду она больше не приезжала. В 1860 году умирает и Александра Фёдоровна и дворец и имение переходят их второму сыну — великому князю генерал-адмиралу Российского Императорского флота Константину Николаевичу.

### Адмиральский домик
Одновременно с дворцом был окончен заложенный лично Константином Николаевичем на месте домика, в котором в 1825 году останавливался Александр I, небольшой (примерно 13,2 на 15,3 м) одноэтажный дом в мавританском стиле, проходящий по документам, как «императорский». Судя по хранящемуся в Российском Государственном историческом архиве Санкт-Петербурга чертежу, вначале хотели сохранить старый татарский дом, закрыв его своеобразным колпаком, но, видимо, передумали и был построен «императорский домик», возможно, на фундаменте старого. После пожара нём жил Константин Николаевич и тогда домик стал именоваться «адмиральским». Здание сохранилось до настоящего времени, в нём располагалась библиотека санатория.

## Пожар
В ночь с 7 на 8 августа 1881 года в Ореанде загорелась крыша дворца. Причиной пожара считается курение на чердаке детей дворцовых служащих, оставивших непогашенные окурки, от которых начал тлеть сухой мусор. Приехавший в это время из Ялты Константин Николаевич обратил внимание на сильный запах гари. В поисках причины открыли дверь на чердак и от ворвавшегося воздуха пламя резко усилилось, вскоре загорелся весь дворец. Здание горело медленно (пожар продолжался сутки) и это дало возможность вынести из покоев всю движимость, вынуть окна, рамы и двери, даже успели выломать и вынести камины. Пожарная команда, прибывшая из Ливадии, имела один небольшой шланг и не могла справиться с пламенем. Подаваемая им слабая струя воды вызывала только хохот у зрителях, которые приехали из Ялты (на пожар собралась большая толпа зевак) заплатив извозчикам по 20 и даже по 30 рублей в оба конца — бешеные деньги за такой проезд. Константин Николаевич, видя бесполезность тушения дворца, распорядился направить все усилия на защиту соседних флигелей.
После пожара великий князь поселился в «императорском домике», который с тех пор стали называть «Адмиральским». На предложение построить новый дворец великий князь, якобы, отвечал: «Я самый бедный из братьев, и у меня нет денег на это». Следы пожара вскоре убрали, остатки стен побелили, спустя некоторое время развалины живописно заросли плющом и плетистыми розами. Вход в имение был свободным и руины сгоревшего дворца ещё долго привлекали путешественников и гуляющих.

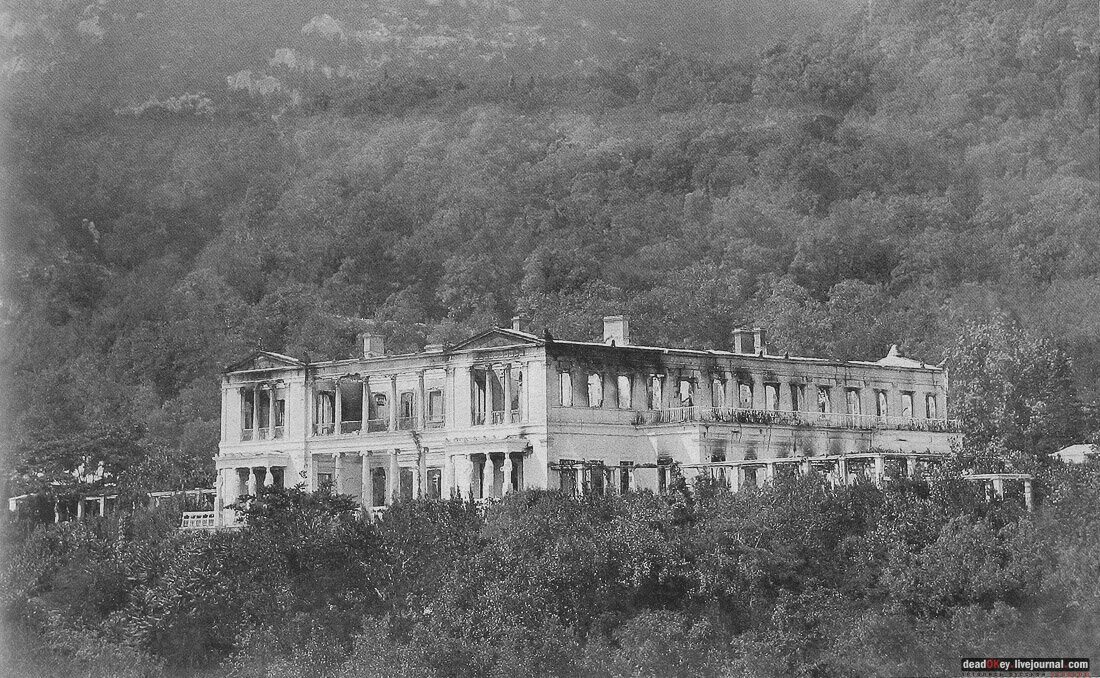
Сгоревший дворец, 1882 г
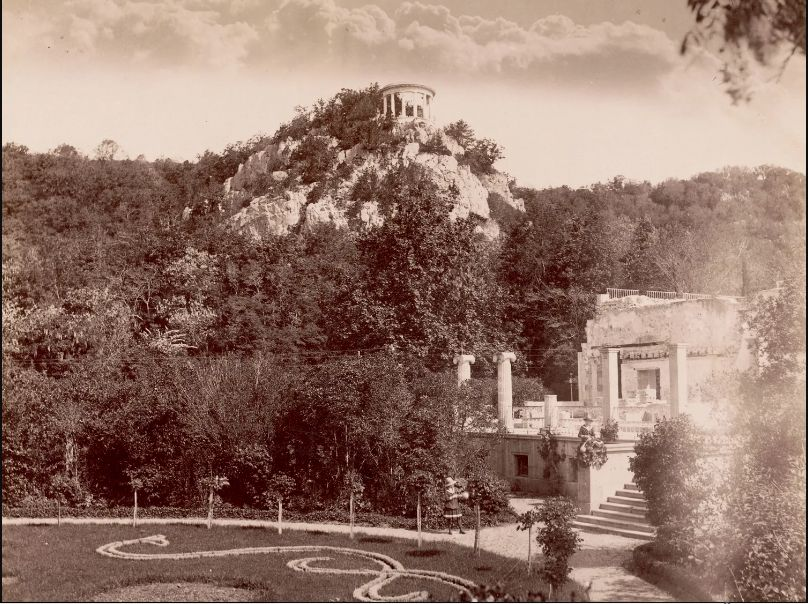
У сгоревшего дворца, 1887 г.
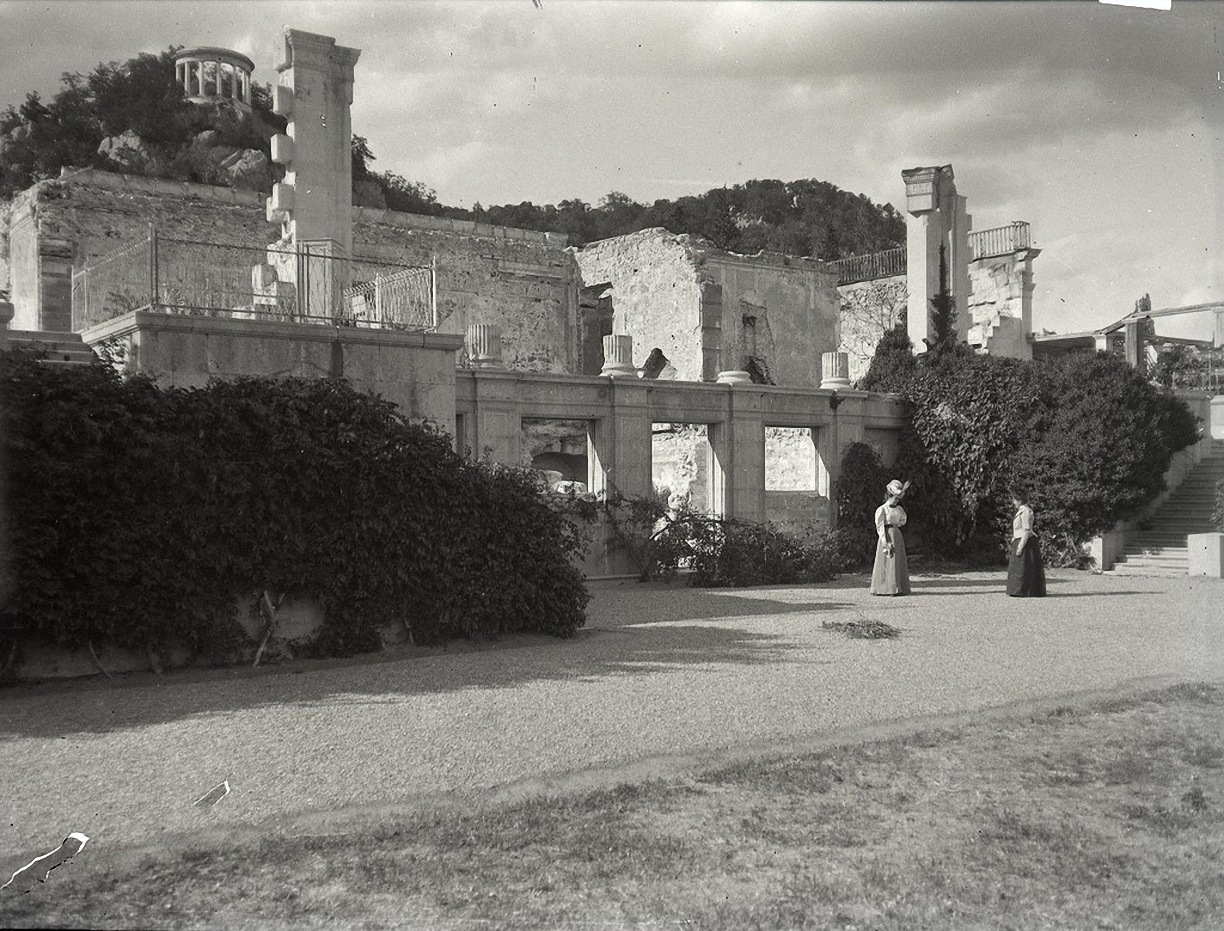
Гуляющие у руин, 1897 г.
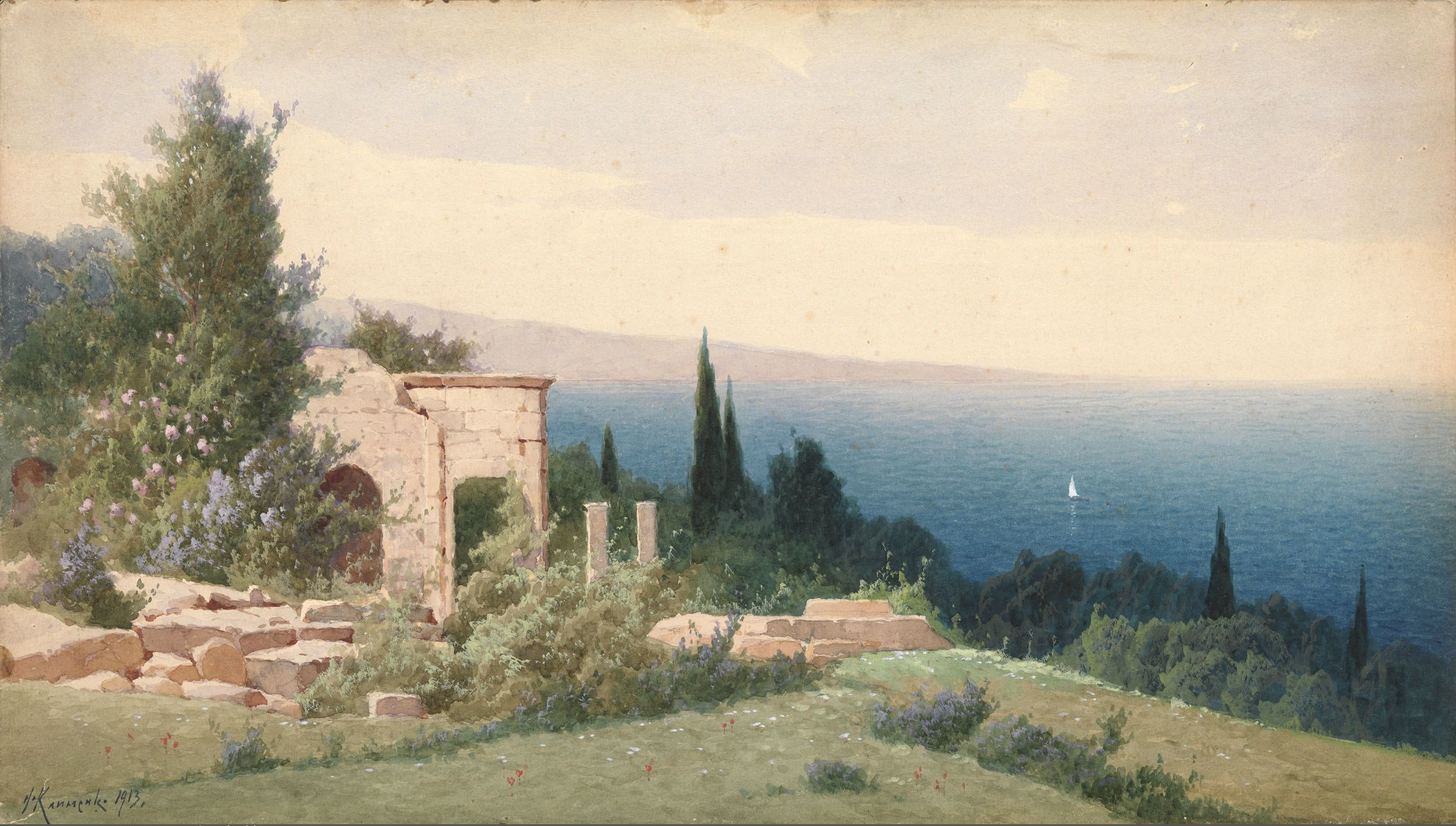
Клименко, Ф. Ф.. Руины на Крымском побережье 1913 г.

Мария Сосногорова в путеводителе 1889 года описывает остатки дворца:
…остались только стены нижнего этажа и два портика. В настоящее время мусор убран, во внутреннем Помпеевском дворике разведён небольшой цветник, а в восточной половине устроена временная столовая для Великого князя… Незатейливый цветник, простенький прудик с лебедями, два небольших фонтана около дворца и портик на скале составляют все искусственные украшения парка
Также в путеводителе рассказывается о «небольшом домике о пяти комнатах» — жилище Константина Николаевича, построенном на месте татарской хижины, в которой жил Александр I в 1825 году. В 1885 году, из камня сгоревшего дворца, по пожеланию Константина Николаевича была возведена Покровская церковь в грузинско-византийском стиле, по проекту академика Алексея Авдеева и украшена мозаиками Антонио Сальвиати. В строительстве принимали участие художник князь Григорий Гагарин, академики Давид Гримм и Михаил Васильев.  Объект культурного наследия народов РФ федерального значения. Рег. № 911510368730006 (ЕГРОКН)

## Санаторий Нижняя Ореанда
В 1948 году на месте руин дворца, простоявших 66 лет, по указанию И. В. Сталина, был возведен комплекс зданий санатория Нижняя Ореанда, по проекту 1940 года архитектора М. Я. Гинзбурга. Проект осуществлён после смерти автора. Корпус-люкс на 40 мест, теперь первый корпус санатория, находится на месте бывшего дворца.